# Pinanga speciosa
Pinanga speciosa är en enhjärtbladig växtart som beskrevs av Odoardo Beccari. Pinanga speciosa ingår i släktet Pinanga och familjen Arecaceae. Inga underarter finns listade i Catalogue of Life.